# Catch and Release (chanson)
Catch & Release est une chanson de Matt Simons tirée de l'album Catch & Release. Parue en septembre 2014, elle rencontre peu de succès puis devient un hit dans toute l'Europe une fois remixée par le duo néerlandais Deepend composé des DJ Bob van Ratingen et Falco van den Aker. Elle est numéro un en France, Allemagne et Belgique notamment à partir de janvier 2016.

## Dans la culture
- 2016 : Rupture pour tous - générique d'ouverture du film

## Classements
| Classement (2014–16)                           | Meilleure position |
| ---------------------------------------------- | ------------------ |
| Belgique (Wallonie Ultratip Bubbling Under 50) | 8                  |
| France (SNEP)                                  | 197                |
| Pays-Bas (Nederlandse Top 40)                  | 100                |
| Tchéquie (IFPI Rádio)                          | 62                 |

| Chart (2015–16)                         | Meilleure position |
| --------------------------------------- | ------------------ |
| Allemagne (Media Control AG)            | 1                  |
| Autriche (Ö3 Austria Top 40)            | 4                  |
| Belgique (Flandre Ultratop 50 Airplay)  | 1                  |
| Belgique (Flandre Ultratop 50 Singles)  | 1                  |
| Belgique (Wallonie Ultratop 50 Airplay) | 6                  |
| Belgique (Wallonie Ultratop 50 Singles) | 1                  |
| Espagne (PROMUSICAE)                    | 1                  |
| France (SNEP)                           | 1                  |
| Hongrie (Rádiós Top 40)                 | 10                 |
| Pays-Bas (Nederlandse Top 40)           | 5                  |
| Pologne (ZPAV)                          | 7                  |
| Suède (Sverigetopplistan)               | 47                 |
| Suisse (Schweizer Hitparade)            | 2                  |

| Classement (2015)            | Position |
| ---------------------------- | -------- |
| Allemagne (Media Control AG) | 70       |